# Ertela bahiensis
Ertela bahiensis är en vinruteväxtart som först beskrevs av Adolf Engler, och fick sitt nu gällande namn av Carl Ernst Otto Kuntze. Ertela bahiensis ingår i släktet Ertela och familjen vinruteväxter. Inga underarter finns listade i Catalogue of Life.